# Charlotte (Michigan)
Charlotte település az Amerikai Egyesült Államok Michigan államában, Eaton megyében, melynek megyeszékhelye is. Lakosainak száma 9299 fő (2020. április 1.).

## Népesség
A település népességének változása:

| 2010 | 9 074 |
| 2020 | 9 299 |